# 최수환 (가수)
최수환(2001년 9월 3일 ~ )은 대한민국의 가수다. 2020년 노래 '별,밤(Starry Night)'으로 데뷔했다.

## 방송
- PRODUCE X 101 (2019) - 발표순위 28위
- 보이즈 플래닛 (2023)
- 빌드업 : 보컬 보이그룹 서바이벌 (2024) - 3위
- 언더커버 (2025) - Top60

## 음반
- 별,밤(Starry Night) (2020)
- 클로저스 OST : My World (2020)
- NEW HERO (Feat. 래원(Layone)) (2021)
- 도시의밤* part.1 (2022)
- 도시의밤* part.2 (2022)
- 도시의밤* part.3 (2023)
- 빌드업 : 보컬 보이그룹 서바이벌 Part 2 (2024)
- 빌드업 : 보컬 보이그룹 서바이벌 Part 3 (2024)
- 빌드업 : 보컬 보이그룹 서바이벌 Part 5 (2024)

## 작사
- 최수환 <NEW HERO> (2021)
- 최수환 <Left on read> (2022)

## 피처링
- Ksexy <Attracted> (2023)
- Ksexy <MMMM!> (2023)

## 공연
- 최수환 팬미팅 Begin to spring up (2024)